# Jordanita

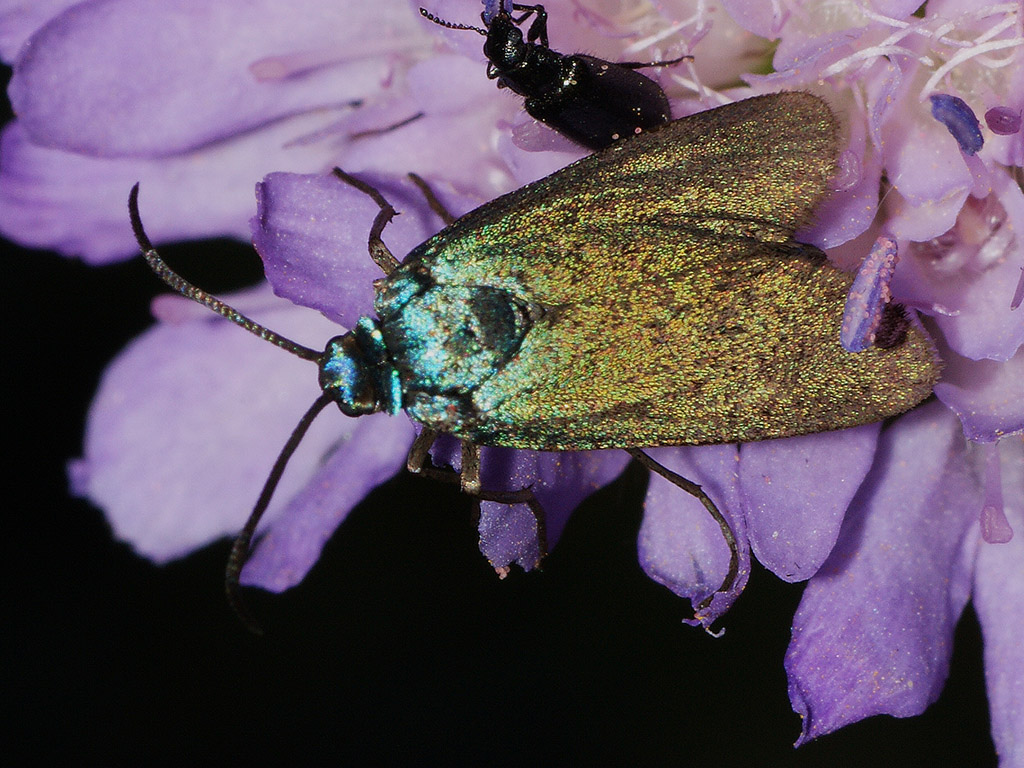
Jordanita chloros

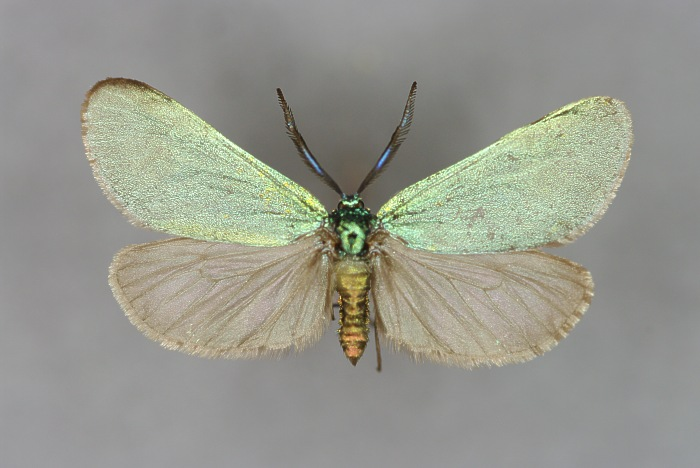
Jordanita budensis

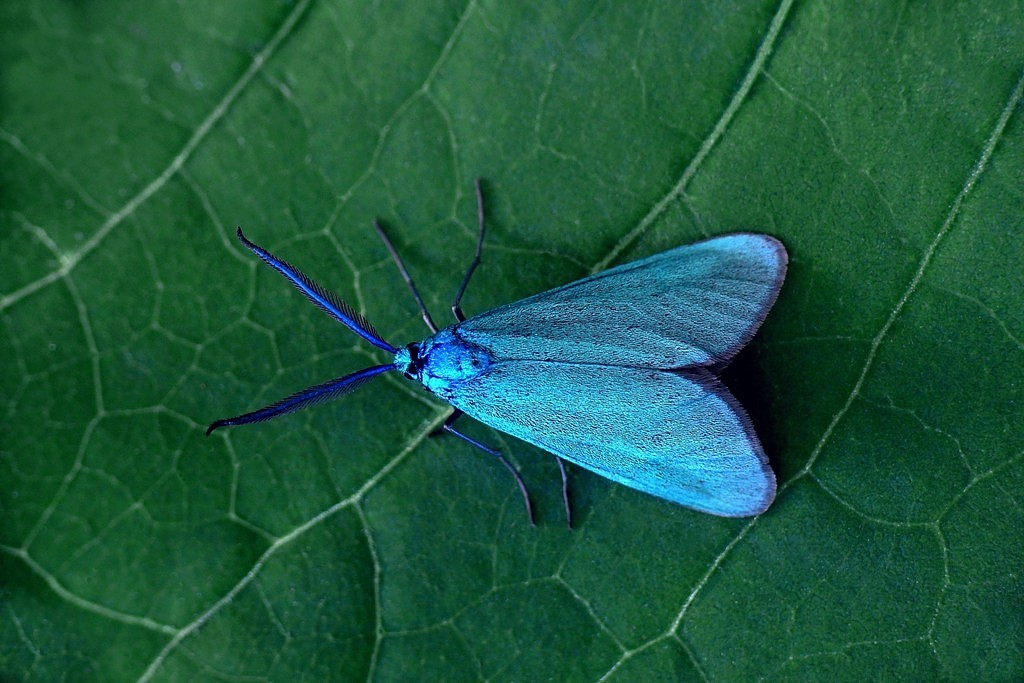
Jordanita notata

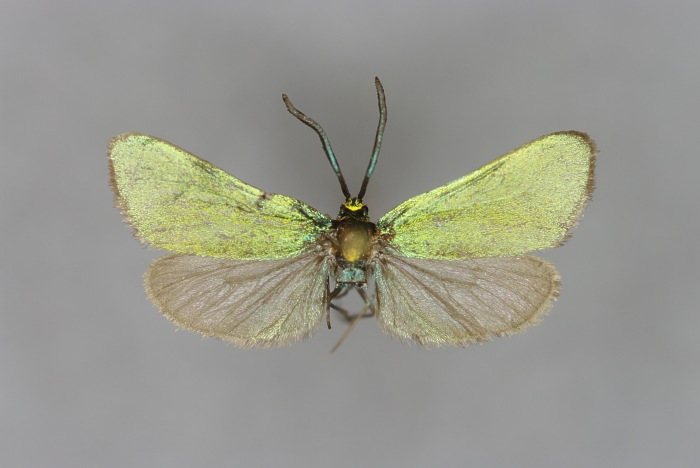
Jordanita tenuicornis

Jordanita – rodzaj motyli z rodziny kraśnikowatych. Obejmuje 34 opisane gatunki. Zamieszkują krainę palearktyczną.

## Morfologia
Motyle o ciele krępej budowy. Głowę, tułów, wierzch skrzydła przedniego i odwłok ubarwione mają złotozielono, zielono, niebieskozielono lub niebiesko z silnym połyskiem metalicznym. Skrzydła tylne są barwy jasnobrunatnej lub brunatnoszarej. Obie pary skrzydeł są jednobarwne, pozbawione wzoru. Brak jest również barwnej obrączki na odwłoku. Czułki samców są podwójnie grzebieniaste i ku szczytowi zwężone, samic zaś piłkowane lub podwójnie piłkowane; tylko u jednego gatunku samice mają czułki podwójnie grzebieniaste. Koremy nie występują. Kształt skrzydła przedniego jest trójkątnawy, tylnego zaś mniej lub bardziej prostokątny. Genitalia samca mają silnie zesklerotyzowany, wydatny unkus, powierzchnię przezroczystą w odsiebnej części walwy, zaostrzony sakulus oraz wezykę edeagusa zaopatrzoną w liczne i drobne ciernie lub zupełnie tychże pozbawione. Genitalia samic mają gonapofizy przedniej i tylnej pary zbliżonej długości, a u niektórych gatunków przewód torebki kopulacyjnej rozszerzony jest w prebursę.

## Ekologia i występowanie
Przedstawiciele rodzaju rozprzestrzenieni są w krainie palearktycznej od Półwyspu Iberyjskiego po Kraj Nadmorski i Półwysep Koreański. Większość gatunków występuje na zachodzie Palearktyki, a najliczniejszą faunę ma strefa śródziemnomorska. W Polsce stwierdzono występowanie dwóch gatunków, J. chloros i J. globulariae.
U motyli tych występuje jedno pokolenie w ciągu roku, a stadium zimującym jest gąsienica. Roślinami pokarmowymi gąsienic są różni przedstawiciele astrowatych. Młode gąsienice są owadami minującymi liście (endofoliofagami). U części gatunków gąsienice po przezimowaniu przechodzą do żerowania na roślinie od zewnątrz (egzofitofagi), u innych pozostają minowcami aż do przepoczwarczenia, a u niektórych wdrążają się w późniejszych stadiach do pędu rośliny żywicielskiej.

## Taksonomia
Takson ten wprowadzony został w 1946 roku przez Ruggera Verityego, który jego gatunkiem typowym wyznaczył Sphinx chloros. Nazwę Jordanita wprowadził już w 1940 roku Ramón Agenjo Cecilia, ale w sposób nieważny, nie podając gatunku typowego.
Do rodzaju tego należą 34 opisane gatunki zgrupowane w ośmiu podrodzajach:
- podrodzaj: Jordanita (Roccia) Alberti, 1954
  - grupa gatunków budensis
    - Jordanita budensis (Speyer et Speyer, 1858)
    - Jordanita paupera (Christoph, 1887)
    - Jordanita mollis (Grum-Grshimailo, 1893)

  - grupa gatunków volgensis
    - Jordanita suspecta (Staudinger, 1887)
    - Jordanita volgensis (Möschler, 1862)

  - grupa gatunków naufocki
    - Jordanita almatiensis Mollet, 2008
    - Jordanita kurdica (Tarmann, 1987)
    - Jordanita naufocki (Alberti, 1937)
    - Jordanita tianshanica (Efetov, 1990)

  - grupa gatunków hector
    - Jordanita hector (Jordan, 1907)
- podrodzaj: Jordanita (Lucasiterna) Alberti, 1961
  - Jordanita cirtana (Lucas, 1849)
- podrodzaj: Jordanita (Tremewania) Efetov et Tarmann, 1999
  - Jordanita ambigua (Staudinger, 1887)
  - Jordanita notata (Zeller, 1847)
  - Jordanita splendens (Staudinger, 1887)
- podrodzaj: Jordanita (Gregorita) Povolný et Šmelhaus, 1951
  - grupa gatunków hispanica
    - Jordanita hispanica (Alberti, 1937)

  - grupa gatunków algirica
    - Jordanita algirica (Tarmann, 1985)
    - Jordanita minutissima (Oberthür, 1916)
    - Jordanita carolae (Dujardin, 1973)
    - Jordanita rungsi (Dujardin, 1973)

  - grupa gatunków cognata
    - Jordanita cognata (Herrich-Schäffer, 1852)
    - Jordanita benderi (Rothschild, 1917)
    - Jordanita maroccana (Naufock, 1937)
- podrodzaj: Jordanita (Jordanita) Verity, 1946
  - grupa gatunków graeca
    - Jordanita graeca (Jordan, 1907)
    - Jordanita syriaca (Alberti, 1937)

  - grupa gatunków chloros
    - Jordanita chloros (Hübner, 1813)
    - Jordanita chloronota (Staudinger, 1871)

  - grupa gatunków globulariae
    - Jordanita globulariae (Hübner, 1793)
    - Jordanita tenuicornis (Zeller, 1847)
    - Jordanita fazekasi Efetov, 1998
    - Jordanita vartianae Malicky, 1961
- podrodzaj: Jordanita (Praviela) Alberti, 1954
  - Jordanita anatolica (Naufock, 1929)
- podrodzaj: Jordanita (Solaniterna) Efetov, 2004
  - Jordanita solana (Staudinger, 1887)
  - Jordanita subsolana (Staudinger, 1862)
- podrodzaj: Jordanita (Rjabovia) Efetov et Tarmann, 1995
  - Jordanita horni (Alberti, 1937)